# Археолошко рекогносцирање
Археолошко рекогносцирање је почетакa теренског археолошког истраживања и обухвата преглед терена и бележење свих података који указују на места где се могу очекивати могућа налазишта.
Конфигурација терена, детаљи рељефа, педолошке особине тла, као и разлике које се могу приметити у вегетацији указују на могућност да су људи живели у тој области у прошлим временима. Такође се подаци добијају и током земљорадничких радова, када се најчешће долази до случајних налаза.
У археологији се примењују уз традиционалне методе рекогносцирања терена и поступке који укључују методе и инструменте из других области.
Писани извори, попут путописа, хроника или предања, такође су од великог значаја.

## Откривање локалитета
Све до проналаска савремених транспортних средстава, као и техника за анализу и датовање, археологија се ослањала на непосредно визуелно опажање, што није омело археологе попут Стуклија, Шлимана и Еванса. Данас располажемо многим техничким изумима, који олакшавају откривање локалитета, али је људско око и даље изузетно важан и осетљив инструмент.
Случајна открића артефаката или остатака градње приликом пољопривредних или грађевинских радова битно су допринела корпусу археолошких сазнања у 19. и 20. веку и често била повод за стручнија истраживања.
Откриће није сврсисходно ако изостане бележење. Рани старинари су имали непроцењива запажања о локалитетима од којих су неки у међувремену нестали, али су подаци најчешће неприлични. Научни приступ којим се одликовало доба просвећености укључивало је веће занимање за класификацију а она је наравно изискивала пажљивије посматрање.
Револуцију у начину бележења донео је четрдесетих и педесетих година 19. века развој фотографије. Британске и француске експедиције навелико су фотографисале по Сирији и Египту. Када је 1854. године почео Кримски рат Лондонско друштво старинара тражило је од енглеске војске да забележи сваку старину на коју наиђе.
Теренски рад се ретко концентрише само на једно налазиште, обично је део свеобухватнијег истраживања неког подручја. Раније су значајни локалитети (најчешће градови) рекогносцирани и ископавани зато што се полазило од тога да њихови планови, објекти и натписи одсликавају политичку и економску структуру датог подручја. Данас је вероватније да ће истраживање подразумевати свеобухватну анализу на регионалном нивоу у настојању да се осветли шира економска, пољопривредна и друштвена целина у оквиру које су функционисали појединачни локалитети.

## Подводно истраживање
Подводно истраживање се не разликује много од теренског рада на копну јер се ослања на рониоце и визуелно снимање делова морског дна. Фотографисање, бележење и рекогносцирање налазишта потонулих бродова или разбацаног бродског товара почива на истим основним принципима као рад на копну али је наравно тежи и тражи више времена.
Подводна истраживања могу се изводити помоћу опреме и инструмената (ронилачка опрема, инструменти за роњење и заштиту ронилаца) који су прикладни за реализацију, односно којима се не могу оштетити или уништити археолошки налази.
Ехо сонари и сонарни скенери замењују снимање из ваздуха приликом откривања аномалија на морском дну изузев у бистрим плитким водама а магнетни локатори врло су ефикасни у истраживању потонулих олупина.

## Топоними
Називи места (топоними) могу указати на могућност постојања одређених остатака материјалне културе у том подручју. Имена Градац, Црквиште, Селиште, Гробљиште указују на се задржало сећање на археолошке споменике који су током времена делимично или потпуно нетстали под утицајем различитих природних фактора или људског деловања.

## Аеро фотографија
Снимање из ваздуха или аеро фотографија је веома поузадна метода и често примењена техника. На овај начин могуће је уочити детаље рељефа и разлике у вегетацији који су неприметни приликом рекогносцирања терена са земље.
Биљни белези настају тако што подземни остаци подстичу или коче раст биљака. Будући да је кључни чинилац за раст биљке количина влаге коју корен добија, абнормални услови утичу на висину и боју усева. Пошто ови ефекти нису увек исти, ни лако предвидиви комплексно налазиште се мора снимати из године у годину под различитим условима како би се прикупило довољно података. Белези на тлу могу се опазити када се земљиште пооре.
Прва снимања терена вршена су из балона. Током Првог светског рата почело је масовно снимање терена из авиона. Многи пионири овог типа археолошке фотографије стекли су искуство управо на овај начин међу њима и О. Џ. С. Крофорд и енглески мајор Џорџ Ален (1891—1940.), који је по напуштању војне службе постао цивилни пилот и фото-апаратом који је сам направио, 1930. започео снимање необичних шара у њивама Енглеске. Утврђено је да ове линије представљају објекте и неолита, брознаног доба и антике. Моноги снимљени објекти касније су уништени пољопривредним радовима, војним маневрима и сл. Аленова предност била је могућност експеримента, како је утврдио да се линија у обрадивом тлу најбоље уочи на косом снимку, ако је правац снимања управан на правац осветљења, на пољу засађеном луцерком у раној фази раста.
Данас су нам доступни сателитски снимци.
Прикупљени материјали обрађују се компјутерски, користи се база података, поштујући методе дескрипције.
Као и теренски рад, снимање из ваздуха мора бити систематично и добро испланирано уз познавање биљног света и геологије одређеног подручја. Налазишта се морају унети у карте.
Искуство је потребно не само за прављење смислених фотографија већ и за њихово тумачење, будући да није лако разликовати археолошке трагове и природне географске појаве.
Тешкоће се умањују методом објективног описивања остатака забележених на фотографијама и коришћење компјутерске базе података како би се поштовали методи дескрипције.
Најважнији видови примене аероархеологије су:
- Проспекција за археолошким објектима
- Тражење археолошких објеката тамо где су очекивани (када постоји оријентациона представа о објекту)
- Тражење специфичних објеката у оквиру познате целине
- Истраживање детаља које је тешко или немогуће сагледати на самом терену.

Стереофотографија служи за оцењивање колико је терен погодан за насељавање и друге видове коришћења. Стереоскоспким осматрањем могу се учити детаљи попут морфологије терена, тип вегетације, тонови у тлу, огољеност тла и сл.

## Магнетометар и друге методе геофизичког рекогносцирања
Инструмент за одређивање специфичне електричне отпорности на површини пружа податке о разликама у геофизичким својствима површинског слоја и тако указује на постојање елемената архитектуре или металних предмета под површином. Магнетометрима се утврђују одступања магнетских својстава од општег карактера земље.
Ом-метри (мерачи отпора) утврђују отпор при проласку електричне струје, а магнетометри мере варијације магнетних својстава здравице.
Мерење отпора се врши тако што се пободу електроде у земљу и пропусти електрична струја. Струја ће релативно лако пролазити кроз влажно земљиште али кроз сувље и компактније ствари неће. Ово метода истраживања прилично је мукотрпна јер је за свако мерење потребно постављати апаратуру и због тога се она користи за откривање праволинијских остатака какви су путеви, зидови или ровови при чему се мерење врши дуж праве линије под углом од 90 степени у односу на њихов претпостављени положај.
За геофизичко истраживање користе се и детектори метала, радари, сонари... Већина типова детектора метала региструје на малој дубини, па их зато археолози користе како би утврдили положај разбацаних металних артефакта.
Није препоручено превише се ослањати на резултате геофизичког истраживања, што се може видети на примеру унутрашње површине локалитета код Саут Кебери Касла у Самерсету (градине из гвозденог доба на којима се живело и у доба средњег века), која је истраживана зато што су аномалије утврђене геофизичким мерењима указивале на правоугаону грађевину, за коју се сматрало да би могла бити средњовековна дворница. Ископавањем је утврђено да је реч о случајној комбинацији међусобно потпуно неповезаних остатака из различитих времена.
Једна осетљивија направа је мерач пулсне индукције, упозорава на присуство метала у гробовима које тек треба истражити. Њена примена обично није потребна ако је налазиште претходно испитано магнетометром. Неки археолози и музејски кустоси раде са корисницима детектора аметерима како би заједнички дошли до бројнијих и потпунијих података о налазишту. У Стетишему у Норфоку случајно су откривене оставе златног и сребрног новца и накита из 1. века пре нове ере, које су открили аматери.
Радари у археологији имају ограничену улогу. Ради на истом принципу као сонар само што користи електронски а не звучни сигнал.
Сигнал се одашиље у земљу одбија о евентуалну препреку и враћа у пријемник. Повратни сигнали зависе од густине и положаја онога на шта наиђу а резултат се исцртава у виду дијаграма.
Сонар се рутински користи ради претраге морског дна а може да региструје како девијације археолошке природе, као што су бродске олупине и природне стене и пешчане наносе. Потонули тјудорски ратни брод Мери Роуз данас изложен у једном портсмутском музеју. Овом методом су лоцирали поморски археолози који су на основу докумената приближно знали место где је потонуо 1545. године.